# Sydney Pickrem
Sydney Pickrem (* 21. Mai 1997 in Dunedin, Florida) ist eine kanadische Schwimmerin. Sie gewann bei Olympischen Spielen eine Bronzemedaille. Bei Weltmeisterschaften gewann sie bis März 2024 auf der 50-Meter-Bahn eine Silbermedaille und sechs Bronzemedaillen sowie auf der 25-Meter-Bahn je zwei Gold- und Silbermedaillen und eine Bronzemedaille. 

## Sportliche Karriere
Sydney Pickrem wuchs als Kind kanadischer Eltern in Florida auf. Sie startet für den Toronto Swim Club. Von 2015 bis 2019 studierte sie an der Texas A&M University und trat für deren Sportteam Aggies an. Bei den Meisterschaften der National Collegiate Athletic Association wurde sie 2019 Zweite über 200 Meter Brust und über 400 Meter Lagen.

### Die Jahre bis 2016
Bereits 2012 nahm Pickrem an den kanadischen Olympiaausscheidungen teil, konnte sich aber nicht durchsetzen. Bei den Juniorenweltmeisterschaften 2013 gewann sie Bronze über 200 Meter Lagen. Außerdem wurde sie Sechste über 400 Meter Lagen, Vierte mit der 4-mal-200-Meter-Freistilstaffel, Fünfte über 200 Meter Rücken und Achte mit der 4-mal-100-Meter-Lagenstaffel. 2014 belegte sie bei den Commonwealth Games in Glasgow den achten Platz über 200 Meter Lagen. Bei den Pan Pacific Swimming Championships 2014 konnte sich Pickrem nicht für ein Finale qualifizieren.
Im Juli 2015 fanden die Panamerikanischen Spiele in Toronto statt. Über 400 Meter Lagen wurde Pickrem Zweite hinter Caitlin Leverenz aus den Vereinigten Staaten, wobei Pickrem nur vier Hundertstelsekunden vor der Brasilianerin Joanna Maranhão anschlug. Über 200 Meter Lagen siegt Leverenz vor ihrer Landsfrau Meghan Small, 0,03 Sekunden hinter Small wurde Pickrem Dritte. Im August 2015 bei den Weltmeisterschaften in Kasan wurde Pickrem Sechste über 200 Meter Lagen und schied über 400 Meter Lagen als 14. der Vorläufe aus.
Bei den Olympischen Spielen 2016 in Rio de Janeiro wurde Pickrem in den Vorläufen über 400 Meter Lagen Zwölfte und verfehlte den Finaleinzug um anderthalb Sekunden. Über 200 Meter Lagen war Pickrem Achtschnellste der Vorläufe und Siebte im Halbfinale. Im Endlauf belegte sie den sechsten Platz mit zweieinhalb Sekunden Rückstand auf Bronze.

### Die Jahre von 2017 bis 2019
Bei den Weltmeisterschaften 2017 in Budapest erreichte Pickrem das Finale über 200 Meter Lagen mit der zweitbesten Vorlaufzeit und der drittschnellsten Zeit im Halbfinale. Im Finale wurde sie disqualifiziert. Über 400 Meter Lagen siegte die Ungarin Katinka Hosszú mit fast drei Sekunden Vorsprung vor der Spanierin Mireia Belmonte, 0,71 Sekunden hinter der Spanierin gewann Pickrem die Bronzemedaille.
Bei den kanadischen Meisterschaften 2018 siegte Pickrem auf beiden Bruststrecken und über 200 Meter Lagen. Im August fanden die Pan Pacific Championships in Tokio statt. Über 200 Meter Lagen wurde Pickrem Zweite hinter der Japanerin Yui Ōhashi. Über 200 Meter Brust belegte Pickrem den fünften Rang.
2019 bei den Weltmeisterschaften in Gwangju siegte Katinka Hosszú über 200 Meter Lagen mit über einer Sekunde Vorsprung vor der Chinesin Ye Shiwen, mit einer Zehntelsekunde Rückstand auf die Chinesin gewann Pickrem die Bronzemedaille. Über 200 Meter Brust hatte die Russin Julija Jefimowa über zwei Sekunden Vorsprung vor der Südafrikanerin Tatjana Schoenmaker, 0,38 Sekunden dahinter wurde Pickrem Dritte vor Ye Shiwen. Über 400 Meter Lagen siegte Katinka Hosszú vor Ye Shiwen und Yui Ōhashi, mehr als vier Sekunden nach der Japanerin schlug Pickrem als Vierte an. In der 4-mal-100-Meter-Lagenstaffel kamen Kylie Masse, Kierra Smith, Rebecca Smith und Taylor Ruck als Vierte der Vorläufe weiter. Im Endlauf waren Kylie Masse, Sydney Pickrem, Margaret Mac Neil und Penny Oleksiak fünf Sekunden schneller als die Vorlaufstaffel und wurden Dritte. Alle sieben beteiligten Kanadierinnen erhielten eine Bronzemedaille.

### Die Jahre ab 2021
Wegen der COVID-19-Pandemie fanden die eigentlich für 2020 geplanten Olympischen Spiele in Tokio erst 2021 statt. Pickrem hatte sich über 200 Meter Brust und über 400 Meter Lagen qualifiziert, trat aber jeweils nicht an. Ihren einzigen Einzelstart absolvierte sie über 200 Meter Lagen, als Sechste hatte sie im Ziel eine Sekunde Rückstand auf die Medaillenränge und lag einen Platz vor der Titelverteidigerin Katinka Hosszú. Die kanadische 4-mal-200-Meter-Freistilstaffel schwamm im Vorlauf mit Katerine Savard, Rebecca Smith, Mary-Sophie Harvey und Sydney Pickrem und wurde im Finale mit Summer McIntosh, Rebecca Smith, Kayla Sanchez und Penny Oleksiak Vierte. In der 4-mal-100-Meter-Lagenstaffel wurden Taylor Ruck und Kayla Sanchez nur im Vorlauf eingesetzt, im Finale erreichten Kylie Masse, Sydney Pickrem, Margaret Mac Neil und Penny Oleksiak den dritten Platz hinter den Australierinnen und dem Quartett aus den Vereinigten Staaten.
Ende 2021 fanden die Kurzbahnweltmeisterschaften in Abu Dhabi statt. Mit der 4-mal-50-Meter-Lagenstaffel belegte Pickrem den vierten Platz mit 0,13 Sekunden Rückstand auf Bronze. Über 200 Meter Lagen siegte die Kanadierin mit 0,19 Sekunden vor der Chinesin Yu Yiting. Dritte wurde Kate Douglass aus den Vereinigten Staaten, die im Vorlauf schneller geschwommen war als Pickrem im Finale. Die 4-mal-200-Meter-Freistilstaffel mit Summer McIntosh, Kayla Sanchez, Katerine Savard und Rebecca Smith hatte im Finale dreieinhalb Sekunden Vorsprung vor den zweitplatzierten Schwimmerinnen aus den Vereinigten Staaten. Pickrem erhielt hier eine Goldmedaille für ihren Vorlaufeinsatz. In der 4-mal-100-Meter-Lagenstaffel siegten die Schwedinnen vor Kylie Masse, Sydney Pickrem, Margaret Mac Neal und Kayla Sanchez, wobei Sanchez 0,05 Sekunden vor der chinesischen Schlussschwimmerin anschlug.
2022 bei den Weltmeisterschaften in Budapest schied Pickrem im Halbfinale über 200 Meter Lagen aus. Ende 2022 bei den Kurzbahnweltmeisterschaften in Melbourne wurde Pickrem Fünfte über 200 Meter Lagen. Die 4-mal-200-Meter-Freistilstaffel mit Rebecca Smith, Katerine Savard, Mary-Sophie Harvey und Taylor Ruck wurde Zweite hinter den Australierinnen, im Vorlauf waren Mary-Sophie Harvey, Sydney Pickrem, Kelsey Wog und Rebecca Smith eingesetzt worden. Über 100 Meter Lagen wurde Pickrem Vierte, hatte aber über eine halbe Sekunde Rückstand auf die Drittplatzierte. Es folgte der sechste Platz über 200 Meter Brust. In der 4-mal-50-Meter-Lagenstaffel wurden die Kanadierinnen mit Kylie Masse, Sydney Pickrem, Margaret Mac Neil und Taylor Ruck Vierte mit über einer Sekunde Rückstand auf die Medaillen. Die 4-mal-100-Meter-Lagenstaffel schwamm im Vorlauf mit Kylie Masse, Rachel Nicol, Katerine Savard und Rebecca Smith. Im Endlauf wurden Ingrid Wilm, Sydney Pickrem, Margaret Mac Neil und Taylor Ruck Dritte.
2023 nahm Pickrem an den Panamerikanischen Spielen in Santiago de Chile teil. Sie gewann die Titel über 200 Meter Brust und über 200 Meter Lagen. Zusätzlich erhielt sie eine Bronzemedaille für ihren Vorlaufeinsatz in der 4-mal-200-Meter-Freistilstaffel.
Bei den Weltmeisterschaften 2024 in Doha wurde Pickrem Zweite über 200 Meter Lagen. Dabei hatte sie anderthalb Sekunden Rückstand auf Kate Douglass. Über 200 Meter Brust wurde sie Dritte hinter der Niederländerin Tes Schouten und Kate Douglass. In der 4-mal-100-Meter-Lagenstaffel schwammen Ingrid Wilm, Sydney Pickrem, Rebecca Smith und Katerine Savard die schnellste Vorlaufzeit. Im Endlauf waren Ingrid Wilm, Sophie Angus, Rebecca Smith und Taylor Ruck zwei Sekunden schneller und wurden Dritte hinter den Australierinnen und den Schwedinnen. Fünf Monate später bei den Olympischen Spielen in Paris schied Pickrem über 200 Meter Brust als Neunte im Halbfinale aus, wobei ihr eine halbe Sekunde zum Finaleinzug fehlte. Über 200 Meter Lagen erreichte sie das Finale und belegte den sechsten Platz.